# Casa des de Xipet
La Casa des de Xipet és una obra del municipi d'Es Bòrdes inclosa en l'Inventari del Patrimoni Arquitectònic de Catalunya.

## Descripció
Perpendicular a la capièra i en una cantonada de la façana principal de la casa hi ha una balconada, orientada al sud, on les balustrades són treballades en fusta tornejada. Com les balconades de fusta retallada, aquestes també sembla que hagi volgut imitar la silueta dels balustres de pedra i marbre d'estil neoclàssic en forma de columneta, motiu pel qual és possible pensar en una influència francesa. Per raó de la seva laboriosa elaboració en el torn del fuster són poc nombroses. Es caracteritza per tenir l'estructura bàsicament construïda en fusta. Sobresurt de la façana mantinguda per embigat encastat a la pared. El paviment és de taulons de fusta.
La porta d'accés a la balconada presenta una fulla de tancament vidriada en la seva meitat superior.

## Història
Els balcons, en especial els de fusta, es troben a tot el llarg del Pirineu i Pre-Pirineu, i són, en opinió de Violant i Simorra, relativament novells: apareixen vers el segle xvii, i més encara el XVIII i començaments del XIX, moment en què, en evolucionar el volum de la casa, també va evolucionar la finestra o gran finestra sota la coberta que feia de solar i assecador, i s'anà convertint a poc a poc en eixidor i en balcó.
Malgrat aquesta cita de Violant i Simorra, els balcons o balconades no són un tret característic en l'arquitectura popular aranesa. Encara que a quasi totes les poblacions de la Vall hi ha alguna casa que té una balconada en fusta degut potser al seu estatus social i per qüestions d'influència francesa.